# Iekaterina Dàixkova
Iekaterina Romànovna Voronotsova Dàixkova (rus: Екатерина Романовна Воронцова-Дашкова) fou una política, escriptora i filòloga russa.
Va néixer a Sant Petersburg el 1743 i amb només quinze anys es va casar amb el príncep Mikhail Ivanòvitx Dàixkov. Aquest va morir quatre anys més tard; la deixà vídua, amb una filla i un fill. A l'hivern de 1759, acabada de casar amb el príncep, va conèixer Caterina la Gran i el seu marit el gran duc Pere III, en coincidir en un sopar a casa de l'oncle de l'autora, i inicià així una llarga amistat amb la gran duquessa.
La princesa Dàixkova donà suport al cop d'estat del juliol de 1762 que portà Caterina II al tron, en rebel·lar-se la guàrdia imperial russa, comandada per Grigori Otlov contra Pere III. Dàixkova començà a publicar articles de temàtica social signant-los com una dona russa.
L'any 1769, acompanyada pels seus dos fills, el seu cosí Vorontsov i una amiga, Kamenskaia, inicià una gira europea que la portaria a conèixer l'elit aristocràtica i intel·lectual del moment. Entre d'altres, en aquest viatge va conèixer Diderot, Voltaire i el comte Vladimir Orlov. Finalment va retornar a Rússia el desembre de 1771, després de vint-i-quatre mesos de periple.
Entre 1771 i 1775, la princesa va viure entre Sant Petersburg i Moscou. En aquesta època esdevingué membre de la Societat d'Economia Lliure; va escriure diversos articles (principalment de crítica literària) i va traduir Hume.
Entre els anys 1776 i 1779 la família es va establir a Edimburg, en un apartament a Holyroog House, l'antic palau dels sobirans, mentre el fill cursava estudis clàssics. Durant les vacances acadèmiques del noi van fer una excursió a les Highlands i, per prescripció mèdica, va prendre les aigües termals de Buxton i Matlock i es va banyar al mar de Scarborough. El 1779, en acabar els estudis, es van traslladar a Dublín durant un any. A començament de 1780 van deixar Irlanda per anar a Londres, passant per Gal·les. Després van visitar Bèlgica, França, Suïssa, Itàlia i Àustria. El juliol de 1782 van arribar a Sant Petersburg.
A més d'ingressar com a membre de la Societat Filosòfica Americana, amb el suport de Benjamin Franklin, l'any 1783 fou nomenada, a petició de la tsarina, directora de l'Acadèmia Russa de les Ciències; fundà més tard l'Acadèmia Russa de la Llengua, des d'on va ser la principal responsable de la publicació del primer gran diccionari en llengua russa el 1789, a més d'impulsora d'una reforma educativa. També va editar la revista Sobesednik liubitelei rosiisskogo slova entre 1783 i 1784.
El 1794 Dàixkova deixà Sant Petersburg i no tornà a veure mai més la seva estimada amiga Caterina II, que va morir al cap de dos anys. Fou aleshores que va ser desterrada al nord de Rússia tot i la seva important tasca, car el fill de Pere III, Pau I, no havia oblidat la seva participació en la deposició i mort del seu pare, ajudant la seva mare. No va poder tornar a Rússia fins al 1801, amb la pujada al tron d'Alexandre I.
Gràcies a la col·laboració de Martha i Catherine Wilmot, va escriure les seves memòries, Mon Histoire (1804-1806), en què evocava la vida i viatges per les corts europees del segle xviii, i versos en rus i en francès. És l'autora d'algunes peces de teatre: Les bodes de Fabian o Toisiokov (1786).
Finalment va morir a Moscou el 4 de gener de 1810.